# Прибой (Болгария)
Прибой (болг. Прибой) — село в Болгарии. Находится в Перникской области, входит в общину Радомир. Население составляет 256 человек.

## Политическая ситуация
Кмет (мэр) общины Радомир — Красимир Светозаров Борисов (Болгарская социалистическая партия (БСП)) по результатам выборов в правление общины.